# Jeremy Bates
Michael Jeremy Bates (* 19. Juni 1962 in Solihull, West Midlands, England) ist ein ehemaliger britischer Tennisspieler.

## Leben
Bates wurde 1982 Tennisprofi. Zusammen mit Jo Durie gewann er die Mixed-Wettbewerbe 1987 in Wimbledon und 1991 bei den Australian Open. Zusammen mit Peter Lundgren stand er außerdem 1988 im Doppelfinale der Australian Open. Er gewann im Lauf seiner Karriere ein Einzelturnier auf der ATP World Tour sowie drei Doppelturniere. Seine höchste Platzierung auf der Tennis-Weltrangliste war 1995 Platz 54 im Einzel sowie 1991 Platz 25 im Doppel.
Bates spielte zwischen 1985 und 1994 36 Einzel- sowie 15 Doppelpartien für die britische Davis-Cup-Mannschaft. Sein größter Erfolg mit der Mannschaft war die Teilnahme am Viertelfinale der Weltgruppe, welches Australien 4-1 gewann. Er verlor dabei an der Seite von Colin Dowdeswell die Doppelbegegnung sowie seine Einzelpartie gegen Pat Cash. Sein zweites Einzel gegen Paul McNamee konnte er gewinnen.
Bei den Olympischen Sommerspielen 1988  trat er im Einzel und Doppel für Großbritannien an. Im Doppel schied er an der Seite von Andrew Castle gegen das Doppel aus Jugoslawien in der ersten Runde aus. Er erreichte durch einen Sieg gegen Gilad Bloom die zweite Runde, wo er dem späteren Goldmedaillisten Miloslav Mečíř unterlag.
Nach seinem Rückzug vom Profisport wurde er Teamchef der britischen Davis-Cup-Mannschaft.

## Erfolge
| Legende                       |
| Grand Slam (2)                |
| Tennis Masters Cup            |
| ATP Masters Series            |
| ATP International Series Gold |
| ATP International Series (4)  |

### Einzel

#### Turniersiege
| Nr. | Datum          | Turnier | Belag     | Finalgegner      | Ergebnis      |
| --- | -------------- | ------- | --------- | ---------------- | ------------- |
| 1.  | 24. April 1994 | Seoul   | Hartplatz | Jörn Renzenbrink | 6:4, 6:7, 6:3 |

### Doppel

#### Turniersiege
| Nr. | Datum            | Turnier      | Belag     | Partner        | Finalgegner                 | Ergebnis      |
| --- | ---------------- | ------------ | --------- | -------------- | --------------------------- | ------------- |
| 1.  | 22. Oktober 1989 | Tel Aviv     | Hartplatz | Patrick Baur   | Rikard Bergh Per Henricsson | 6:1, 4:6, 6:1 |
| 2.  | 17. Juni 1990    | Queen’s Club | Rasen     | Kevin Curren   | Henri Leconte Ivan Lendl    | 6:2, 7:6      |
| 3.  | 27. Februar 1994 | Rotterdam    | Teppich   | Jonas Björkman | Jacco Eltingh Paul Haarhuis | 6:4, 6:1      |

#### Finalteilnahmen
| Nr. | Datum             | Turnier         | Belag         | Partner           | Finalgegner                        | Ergebnis      |
| --- | ----------------- | --------------- | ------------- | ----------------- | ---------------------------------- | ------------- |
| 1.  | 24. Januar 1988   | Australian Open | Hartplatz     | Peter Lundgren    | Rick Leach Jim Pugh                | 3:6, 2:6, 3:6 |
| 2.  | 28. August 1988   | Rye Brook       | Hartplatz     | Michael Mortensen | Andrew Castle Tim Wilkison         | 6:4, 5:7, 6:7 |
| 3.  | 9. Oktober 1988   | Basel           | Hartplatz (i) | Peter Lundgren    | Jakob Hlasek Tomáš Šmíd            | 3:6, 1:6      |
| 4.  | 23. Oktober 1988  | Frankfurt       | Teppich (i)   | Tom Nijssen       | Rüdiger Haas Goran Ivanišević      | 6:1, 5:7, 3:6 |
| 5.  | 12. November 1989 | Wembley         | Teppich (i)   | Kevin Curren      | Jakob Hlasek John McEnroe          | 1:6, 6:7      |
| 6.  | 24. Februar 1991  | Stuttgart       | Teppich (i)   | Nick Brown        | Sergio Casal Emilio Sánchez        | 3:6, 5:7      |
| 7.  | 6. Oktober 1991   | Toulouse        | Hartplatz (i) | Kevin Curren      | Tom Nijssen Cyril Suk              | 6:4, 3:6, 6:7 |
| 8.  | 21. Juni 1992     | Manchester      | Rasen         | Laurie Warder     | Patrick Galbraith David Macpherson | 6:4, 3:6, 2:6 |

### Mixed

#### Turniersiege
| Nr. | Datum           | Turnier         | Belag     | Partnerin | Finalgegner                 | Ergebnis      |
| --- | --------------- | --------------- | --------- | --------- | --------------------------- | ------------- |
| 1.  | 5. Juli 1987    | Wimbledon       | Rasen     | Jo Durie  | Darren Cahill Nicole Provis | 7:6, 6:3      |
| 2.  | 27. Januar 1991 | Australian Open | Hartplatz | Jo Durie  | Scott Davis Robin White     | 2:6, 6:4, 6:4 |